# Saint-Cirq, Dordogne
Saint-Cirq là một xã, nằm ở tỉnh Dordogne vùng Aquitaine của Pháp. Xã này có diện tích 5,96 km², dân số năm 2007 là 113 người. Xã nằm ở khu vực có độ cao trung bình 70 m trên mực nước biển.

## Thông tin nhân khẩu
| Năm    | 1962 | 1968 | 1975 | 1982 | 1990 | 1999 | 2007 |
| ------ | ---- | ---- | ---- | ---- | ---- | ---- | ---- |
| Dân số | 153  | 136  | 117  | 105  | 104  | 106  | 113  |